# Вест-Бранч (Айова)
Вест-Бранч (англ. West Branch) — місто (англ. city) в США, в округах Седар і Джонсон штату Айова. Населення — 2509 осіб (2020).

## Географія
Вест-Бранч розташований за координатами 41°39′46″ пн. ш. 91°20′26″ зх. д. / 41.66278° пн. ш. 91.34056° зх. д. (41.662764, -91.340658).  За даними Бюро перепису населення США в 2010 році місто мало площу 8,27 км², уся площа — суходіл.

## Демографія
Згідно з переписом 2010 року, у місті мешкали 2322 особи в 947 домогосподарствах у складі 612 родин. Густота населення становила 281 особа/км².  Було 990 помешкань (120/км²).
Расовий склад населення:
| - 97,0 % — білих - 0,6 % — азіатів - 0,4 % — чорних або афроамериканців - 0,2 % — корінних американців |

До двох чи більше рас належало 1,3 %. Частка іспаномовних становила 2,1 % від усіх жителів.
За віковим діапазоном населення розподілялося таким чином: 24,6 % — особи молодші 18 років, 61,9 % — особи у віці 18—64 років, 13,5 % — особи у віці 65 років та старші. Медіана віку мешканця становила 38,7 року. На 100 осіб жіночої статі у місті припадало 95,1 чоловіків;  на 100 жінок у віці від 18 років та старших — 94,0 чоловіків також старших 18 років.
Середній дохід на одне домашнє господарство  становив 66 702 долари США (медіана — 60 650), а середній дохід на одну сім'ю — 79 336 доларів (медіана — 73 068). Медіана доходів становила 44 559 доларів для чоловіків та 38 015 доларів для жінок. За межею бідності перебувало 8,7 % осіб, у тому числі 8,7 % дітей у віці до 18 років та 7,0 % осіб у віці 65 років та старших.
Цивільне працевлаштоване населення становило 1473 особи. Основні галузі зайнятості: освіта, охорона здоров'я та соціальна допомога — 31,0 %, науковці, спеціалісти, менеджери — 9,9 %, роздрібна торгівля — 9,6 %.